# Berani (hudební skupina)
Berani byla křesťanská folková hudební skupina založená na počátku 70. let 20. století a třikrát obnovená v pozměněné sestavě. Zakládajícími členy byly studenti Komenského evangelické bohoslovecké fakulty Univerzity Karlovy v Praze Pavel Dvořáček, František Šilar a Jan Mamula.
Dalšími členy skupiny v průběhu let byli Marie Cmíralová (Prčková), Jiří Gruber, Jaroslav Kulhavý, Tomáš Najbrt, Lýdia Mamulová, Jiří Pánek, Jana Pičmanová (Šilarová), Karel Přikryl, Miloš Rejchrt, Ivan Ryšavý, Pavel Sokol.